# Хіан
Хіан — один з так званих «Великих гіксосів» — правителів, умовно об'єднаних у XV династію.

## Життєпис
Хіан володарював з Аваріса, міста у східній частині Дельти на Бубастіському рукаві Нілу. Він був енергійним правителем, хоча за його правління Верхній Єгипет залишався під контролем Фів (південна династія).
Утім, написи з іменами Хіана й Апопі I, другого сильного гіксоського царя, було знайдено приблизно за 10 км на південь від Фів; тому незрозуміло, чи повалили гіксоські правителі південну династію, чи вона продовжувала царювати під загальним управлінням XV династії.
Гранітний лев, якого було вбудовано до стіни одного буднку в Багдаді (Ірак), також має на собі ім'я Хіана. Цар прикрашав храми у Гебелені й Бубастісі; у Леванті були виявлені скарабеї й відбитки печаток з його іменем. Фрагмент вази з його титулами було знайдено під час розкопок у Хаттусі, стародавній столиці Хатті (сучасний Богазкей, Туреччина). Напис з іменем Хіана було знайдено навіть у Кноссі на Криті. Це свідчить про активні контакти Єгипту за Хіана з іншими центрами цивілізації.

## У культурі
Царевич Хіан, поряд із царем Апопі, — одні з головних героїв роману «Володарка Сходу» Генрі Гаґарда. Однак неможливо співвіднести персонажі та події в романі з конкретними персонажами та подіями в історії.